# Харьковский тракторный завод
«Харьковский тракторный завод» (ХТЗ) (укр. Харківський тракторний завод) — советское именное (ранее — имени Серго Орджоникидзе), а затем украинское предприятие по производству гусеничных и колёсных тракторов.
Входил в перечень предприятий, имеющих стратегическое значение для экономики и безопасности Украины.
Владельцем контрольного пакета акций предприятия является Александр Владиленович Ярославский.

## История

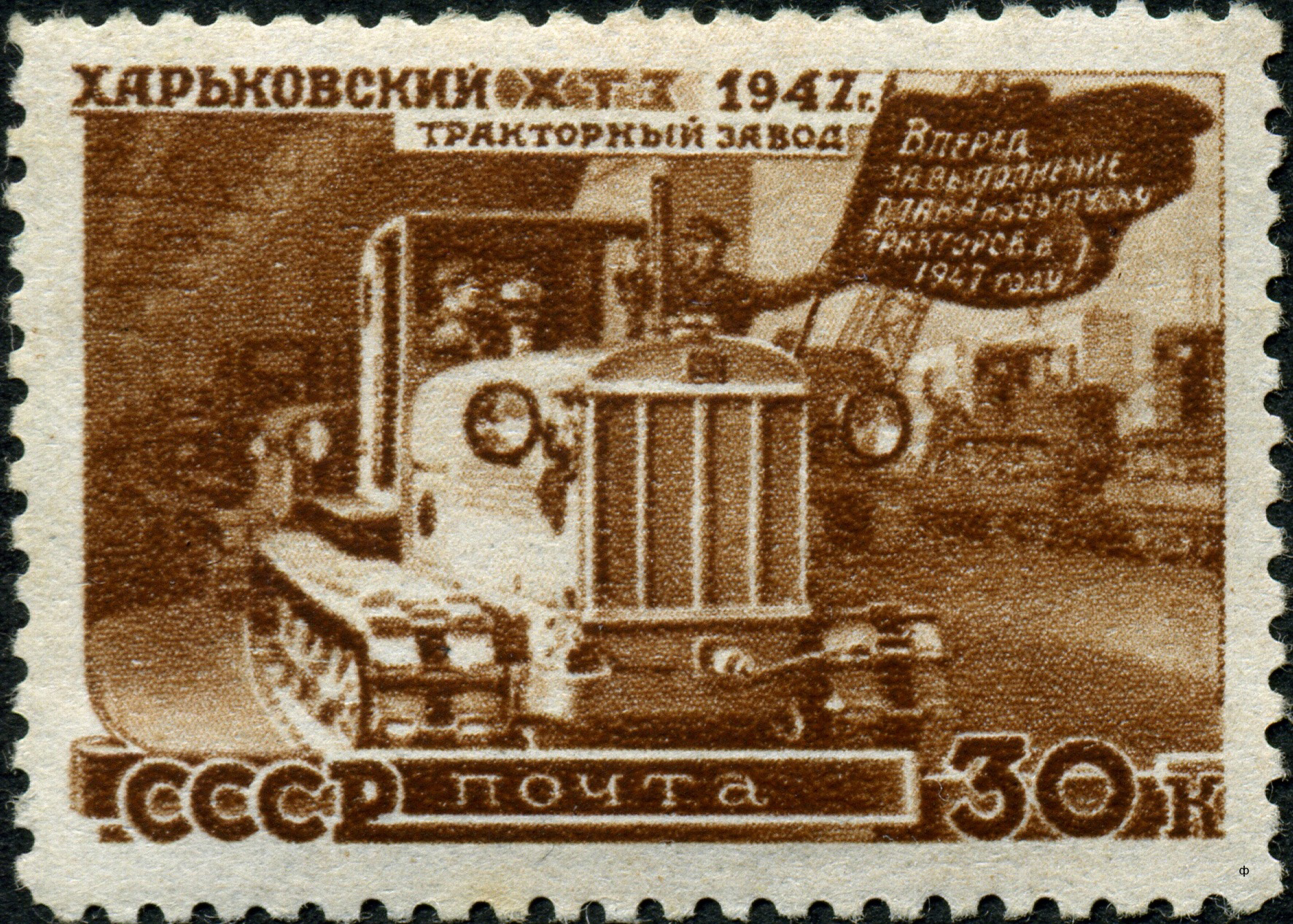
Харьковский тракторный завод ХТЗ «Вперёд за выполнение плана по выпуску тракторов в 1947 году», почтовая марка СССР, 1947 года.

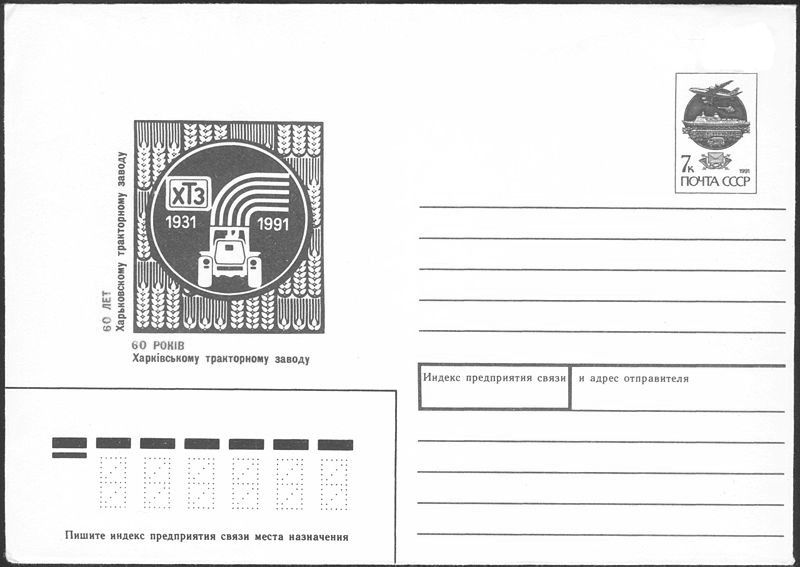
2Конверт к 60-летию ХТЗ, 1991 год.

### 1930—1991
Строительство завода началось в апреле 1930 года в степи к северу от станции Лосево, главным инженером по строительству ХТЗ был назначен гражданин США Леон Сваджян (Leon A. Swajian), награждённый впоследствии Орденом Ленина. 1 мая 1931 был введён в строй инструментальный корпус (начавший выпуск инструмента и оснастки для обеспечения потребностей продолжавшегося строительства завода).
30 сентября 1931 строительство было завершено (в это время завод насчитывал 12 цехов).
1 октября 1931 года состоялся официальный пуск завода. В октябре 1931 года завод начал выпуск колёсного трактора СХТЗ 15/30, который был оснащён керосиновым двигателем мощностью 30 лошадиных сил и развивал скорость до 7,4 км/ч. Одновременно с заводом был построен посёлок ХТЗ.
В 1932 году директором Харьковского тракторного завода стал Александр Давидович Брускин. 1932 год, первый год работы завода после запуска, ХТЗ закончил с успешными показателями: со сборочного конвейера сошло 16 044 трактора, сдано 16 333. Кроме того, было изготовлено 1507 двигателей; серого чугуна — 16 950 тонн; ковкого чугуна — 596 тонн; цветных металлов — 1296 тонн; горячих штамповок — 17 445 тонн.
В 1933 году ХТЗ освоил производство конструкций дизель-моторов автотракторного типа. 26 мая ХТЗ рапортовал о выполнении обязательств выдать на конец мая 121 мотор. А к 22 сентября 1933 года ХТЗ освоил проектную мощность в 145 тракторов в день. В начале октября 1933 года завод посетил нарком Серго Орджоникидзе. Он дал высокую оценку деятельности сотрудников ХТЗ. Завод досрочно, до 20 декабря, выполнил годовой план по валовой продукции на 100,4 процента, за 11 месяцев было выпущено 28 285 тракторов, 215 из которых было изготовлено сверх плана.
До конца первой пятилетки, которая заканчивалась в 1932 году, завод выпустил 17 374 трактора.
В 1934 году на ХТЗ были трудоустроены 20 австрийских политэмигрантов (активистов шуцбунда, участников вооружённого выступления в феврале 1934 года), которые прошли обучение на токарей, фрезеровщиков и слесарей и были трудоустроены на учебный комбинат завода.
В 1935 году с конвейера сошёл 100-тысячный трактор, в 1936 году с конвейера сошёл 150-тысячный трактор.
17 сентября 1937 завод начал серийный выпуск гусеничного трактора СХТЗ-НАТИ. Если в основе СХТЗ 15/30 была конструкция американских разработчиков, то СХТЗ-НАТИ был первым трактором массового производства с конструкцией отечественной разработки. Кроме того, в довоенный период завод выпускал газогенераторный трактор ХТЗ-Т2Г.
После начала Великой Отечественной войны, выпуск военной продукции был увеличен, в сентябре — октябре 1941 года завод выпускал лёгкие танки Т-16 (ХТЗ-16).
С приближением к городу линии фронта, завод был эвакуирован — сначала в Сталинград, а затем в Рубцовск Алтайского края, где на базе ХТЗ был построен Алтайский тракторный завод, который в 1942 году выпустил первый трактор АСХТЗ-НАТИ. После освобождения Харькова, в августе 1943 года началось восстановление разрушенных в период оккупации зданий завода, в конце 1944 года завод выпустил первую продукцию.
В 1947 году завод начал выпуск трактора ХТЗ-7.
В конце 1949 года завод освоил выпуск трактора ДТ-54. В 1952 году небольшой серией был выпущен электротрактор ХТЗ-12.
В 1955 году был начат выпуск садово-огородного трактора ДТ-14, в 1958 году завод начал выпуск трактора ДТ-20.
В 1956 году на территории завода был установлен памятник Серго Орджоникидзе (который был одним из инициаторов строительства ХТЗ) работы скульптора Г. М. Тоидзе. Кроме того, на территории завода был установлен обелиск в память 320 рабочих и сотрудников завода, погибших в Великой Отечественной войне.
В 1960 году завод начал выпуск трактора Т-75.
В 1961 году начал работу учебный цех ХТЗ — политехнический центр трудового обучения и профессиональной ориентации учащихся (с 1964 по 1973 год начальником которого был педагог-новатор, экспериментатор П. А. Ярмоленко).

В 1962 году завод начал выпуск пахотного трактора Т-74.

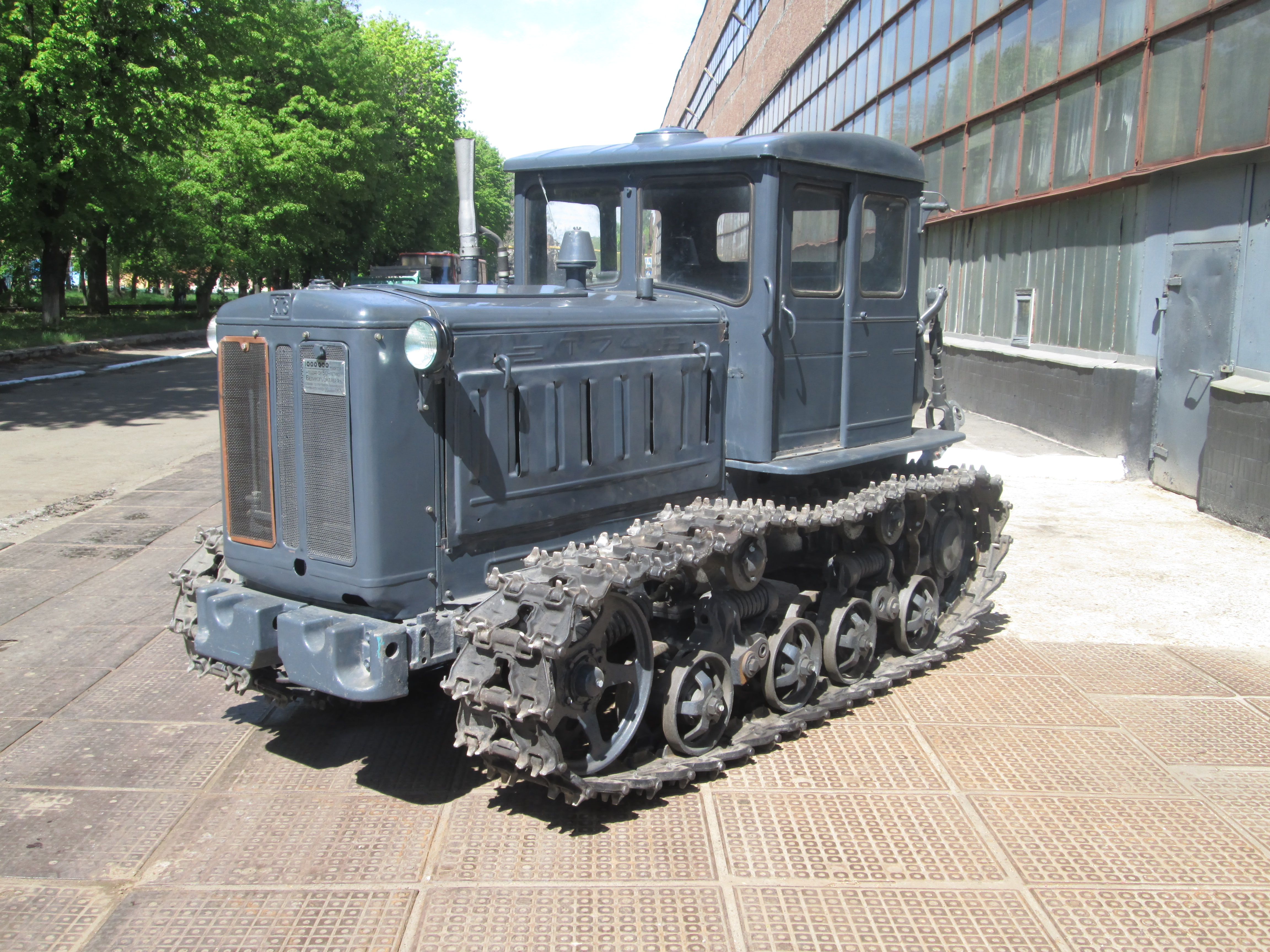
Т-74 — миллионный трактор, собранный коллективом ХТЗ

20 января 1967 года с конвейера сошёл миллионный трактор.
В 1969 году завод освоил выпуск трактора Т-25А, в 1971 году — трактора Т-150 (на базе которого в дальнейшем был создан колёсный трактор Т-150К).
К 29 декабря 1973 завод выпустил 1,5 млн тракторов.
В 1976 году завод был преобразован в производственное объединение
В 1980-е годы завод достиг максимальной производительности — выпуск продукции составлял до 70 тысяч тракторов в год.
16 апреля 1982 года завод выпустил двухмиллионный трактор.
К началу 1986 года завод поставлял тракторы в 36 стран мира и подготавливал производство новых моделей тракторов: Т-150КМ и Т-150К-02.

### 1991—2015
В 1994 году завод был преобразован в открытое акционерное общество.
После создания ООО «Украгромаш» (ассоциации предприятий — производителей техники и оборудования для агропромышленного комплекса), завод стал членом ассоциации.
В 2000 году прекратил работу учебный цех ХТЗ.
В начале ноября 2001 года ХТЗ впервые за всю историю завода остановил производство по причине отсутствия финансовых средств.
Летом 2002 года ХТЗ освоил выпуск новой модели сельскохозяйственного трактора с автомобильным двигателем КамАЗ-740.
В 2003—2005 три раза произошла смена собственника завода. В 2005 году собственником ХТЗ становится Александр Ярославский.
В 2005 году ХТЗ выпустил 2,5 тыс. тракторов.
По состоянию на 2006 год завод выпускал тракторы, в том числе универсальные колёсные тракторы общего назначения ХТЗ-17221 и ХТЗ-17222, а также модернизировал машины серии Т-150, колёсные пахотно-пропашные ХТЗ-16131, гусеничные ХТЗ-181, машины для фермеров ХТЗ-3510, фронтальные погрузчики ХТЗ-156.
2006 год ХТЗ завершил с убытком 31,229 млн гривен, сократив чистый доход на 4 %.
В июне 2007 года завод представил новую разработку — демонстрационный образец первого бульдозера украинского производства, которым стал дорожно-строительный трактор ТС-10 с бульдозерным оборудованием «Bosch» и рыхлителем.
К началу октября 2007 года долг завода увеличился до 49,31 млн гривен, после чего Фонд государственного имущества Украины принял решение о продаже государственного пакета акций ХТЗ. В 2007 году на ХТЗ началась процедура банкротства (в 2014 году ХТЗ вышел из процедуры банкротства). В конце 2007 года Александр Ярославский продает контрольный пакет акций ХТЗ Олегу Дерипаске.
Начавшийся в 2008 году мировой экономический кризис привёл к экономическому кризису на Украине и осложнил положение завода. В 2008 году ХТЗ прекратил производство бронетехники, в октябре 2008 года — сократил рабочую неделю.
1 июля 2009 года ХТЗ приостановил производство до 1 сентября 2009 в связи с отсутствием заказов. В дальнейшем, ХТЗ ещё раз приостановил выпуск продукции (в период с декабря 2009 года до 4 марта 2010 года), в связи с перемещением станочного оборудования.
С 2010 года ХТЗ начал использовать в производстве тракторов комплектующие производства КНР, а в октябре 2013 года полностью прекратил закупки мостов Лозовского кузнечно-механического завода для колёсных тракторов в пользу мостов китайского производства. К концу 2010 года убытки ХТЗ увеличились до 60,452 млн гривен.
В 2011 году с целью повысить конкурентоспособность продукции украинского производства, в Налоговый кодекс Украины были введены льготы для сельхозмашиностроения (однако в 2015 году льготы были отменены).
В 2012 году объём дебиторской задолженности АО «ХТЗ» увеличился и к началу 2013 года составил 76,6 млн гривен.
В мае 2013 года ХТЗ разработал новую модель малого трактора для фермеров — ХТЗ-2410 (оснащённого двигателем китайского производства мощностью около 25 л. с.).
В сентябре 2014 года ХТЗ возобновил кооперацию с ЛКМЗ. В октябре 2014 года завод начал серийное производство колёсно-рельсового тягача ХТЗ-150К-09-25 на базе трактора ХТЗ-150К.
В 2014 году ХТЗ продал свыше 1,5 тыс. тракторов и стал единственным промышленным предприятием Украины, которое завершило отчётный год с прибылью (чистая прибыль завода за 2014 год составила 449,5 млн грн.)., хотя в целом ВВП страны за тот период сократился на 17 %. В 2014 году ХТЗ вышел из банкротства в котором предприятие находилось с мая 2007 года.
В 2014 году Харьковский тракторный завод принял участие в Международной специализированной выставке сельскохозяйственной техники «АГРОСАЛОН-2014» в Москве. На экспозиции был показан инновационный модельный ряд тракторов: трактор ХТЗ-240К с двигателем ЯМЗ-536 — современным новым двигателем, отвечающим европейским нормам и стандартам, с новой системой впрыска топлива, позволяющей снизить расход топлива, с новой кабиной с центральной посадкой оператора, что улучшает условия труда при работе на транспорте, а также при работе с оборотным плугом, с раздаточной коробкой с постоянным включенным передним и подключаемым задним мостом, что позволяет увеличить устойчивость трактора на транспортных работах, повысить тяговые характеристики при работе с орудиями, а также увеличить курсовую устойчивость при выполнении тяговых операций, с полимерной облицовкой и крыльями, изготавливаемыми методом литья под давлением, которые придают трактору современный вид, а также надежность и долговечность при эксплуатации; трактор ХТЗ-181 с новой шестикатковой торсионно-балансирной подвеской, которая позволяет снизить удельное давление на почву за счет увеличения базы, повысить тягово-сцепные характеристики, снижает продольно-угловые колебания и улучшает плавность хода трактора, увеличивает самоочищаемость, новым насосом переменной производительности, который позволяет рационально загружать двигатель трактора в зависимости от нагрузок, создаваемых агрегатируемыми с ним орудиями, что значительно экономит топливо; трактор ХТЗ-3512 с трехцилиндровым двигателем жидкостного охлаждения — экономичным и неприхотливым в работе, который позволяет устанавливать штатный отопитель, что дает возможность работать в холодное время года в различных климатических зонах, с гидрообъемным рулевым управлением, которое снижает усилия на рулевом колесе, с полимерной облицовкой, которая улучшила внешний вид трактора, менее подвержена коррозии, чем металлическая, проста в обслуживании, новой одноместной кабиной, снабженной каркасом безопасности, выполненной согласно современным требованиям, с обеспечением вентиляции в летний период и отоплением в зимний; бульдозер ТС-5 с четырехкатковой торсионно-балансирной подвеской, усиленная конструкция которой позволяет повысить её надёжность, долговечность, улучшить тягово-сцепные характеристики, увеличить плавность хода, увеличить самоочищаемость, с коробкой перемены передач с быстрым реверсом, которая позволяет переключать передачи вперед-назад, без разрыва потока мощности в пределах одного диапазона (не выжимая сцепления); также Харьковский тракторный завод представил у себя на стенде новую двухпоточную бесступенчатую гидрообъемно-механическую трансмиссию (ГОМТ) колесного трактора, которая является опцией в комплектации колесных тракторов серии ХТЗ-170/240 как альтернатива серийной ступенчатой механической коробке передач (КП) 16х8 и рассчитана на двигатели мощностью 125—176 кВт (170—240 л. с.).

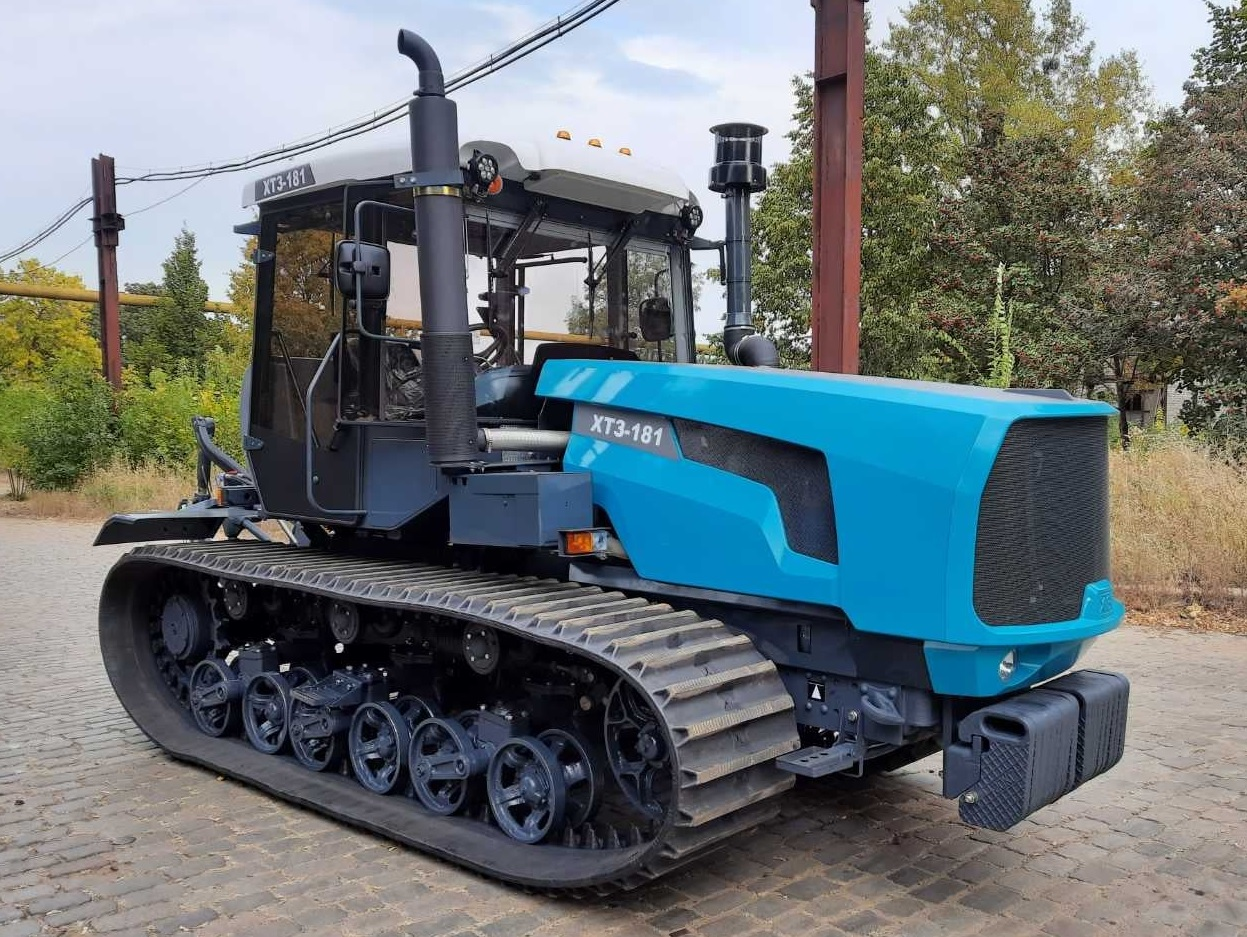
ХТЗ-181.22

В марте 2015 года руководство завода сообщило об освоении технологии модернизации бывшей в употреблении техники собственного производства, при этом напомнив, что завод, за все годы существования, выпустил 2,7 млн тракторов.
Памятник Серго Орджоникидзе (который был одним из инициаторов строительства ХТЗ) работы скульптора Г. М. Тоидзе, установленный в 1956 году, был снесен вандалами в ночь с 10 на 11 апреля 2015 года. «Для завода и его сотрудников памятник являлся символом трудовых побед и достижений заводчан. Этим актом бандиты, под покровом темноты, не только нанесли оскорбление и сломали собственность трехтысячного коллектива завода, но и оскорбили более 25 тысяч ветеранов-заводчан, которые принимали участие в создании тяжелой промышленности в Украине», — говорится в заявлении Харьковского тракторного завода.
В 2015 году начато серийное производство трактора ХТЗ-280Т со сменными ходовыми системами (Quadtrac), исполнение такого трактора предусмотрено как в колесном варианте, так и на гусеничном движителе, гусеничный движитель, в свою очередь, представлен в двух вариациях — резинотросовая гусеница и стальная. Также начато серийное производство трактора ХТЗ-240 с двигателем Volvo, новый трактор ХТЗ стал топовой моделью в продуктовой линейке предприятия, среди тракторов ХТЗ, мощностью 240 л. с., трактор со шведским двигателем более производительный и экономичный, имеет современную кабину с центральной посадкой для удобства работы с современными симметричными сельскохозяйственными орудиями, а также имеет в два раза больший ресурс двигателя по сравнению с другими моделями тракторов мощностью 240 л. с. В 2015 году завод подписал контракт с Volvo на поставку двигателей на ХТЗ объемом 1000/год. В 2015 году на ХТЗ начато производство электрических тракторов ХТЗ-Edison, оснащенные японским электромотором и литий-ионными батареями. Но с 2017 года производство электрических тракторов ХТЗ-Edison на заводе было прекращено.
В первом полугодии 2015 года увеличил объёмы реализации продукции на 3,9 % (в сравнении с аналогичным периодом 2014 года).
17 июля 2015 года на ХТЗ состоялось выездное заседание СНБО Украины, на котором было объявлено о намерении восстановить на заводе производство военной техники, которую предприятие выпускало до 2009 года. В декабре 2015 года Харьковский тракторный завод объявил о возобновлении производства военной техники.
В 2015 году Завод произвёл около 1600 тракторов, что на 10 % больше, чем в 2014 году.
В 2016 году генеральный директор Харьковского тракторного завода Владислав Валерьевич Губин становится лауреатом премии «Людина року-2015» в номинации «Промышленник года».

### После 2015 года
В марте 2016 года на Харьковском тракторном заводе произошла смена менеджмента предприятия. Генеральный директор Харьковского тракторного завода Губин Владислав Валерьевич, который руководил заводом с июля 2013 года, покинул свой пост по соглашению сторон 9 марта 2016 года, с 10 марта 2016 года на должность генерального директора Харьковского тракторного завода назначен Коваль Андрей Анатольевич, который ранее уже руководил заводом в 2006—2007 годах.
В апреле 2016 года из-за юридических проблем Харьковский тракторный завод вынужден был остановить производство.
26 апреля 2016 года объявлено о сокращении числа сотрудников предприятия. Сокращение, со слов генерального директора АО «ХТЗ» Коваля Андрея Анатольевича, вызвано дисбалансом между количеством административного и вспомогательного персонала и количеством основного производственного персонала, поэтому количество основного производственного персонала будет увеличено, а сокращение коснётся только административного и вспомогательного персонала.
27 апреля 2016 года Александр Ярославский объявил о приобретении контрольного пакета акций ХТЗ у Олега Дерипаски.
Весной 2016 года Служба безопасности Украины открыла уголовное производство против генерального директора Харьковского тракторного завода Андрея Коваля по подозрению в подготовке и совершению диверсии в интересах России, в пресс-службе СБУ сообщили, что Андрею Ковалю объявлено подозрение в совершении преступления и он объявлен в розыск, а суд предоставил разрешение на его задержание и арест. СБУ подозревала акционеров и руководство предприятия в попытке вывезти в Россию оборудование и оснастку, задействованное в том числе и в производстве военной техники, а также конструкторско-технологическую документацию Харьковского тракторного завода.
14 июля 2016 года Хозяйственный суд Харьковской области утвердил План досудебной санации Публичного акционерного общества «Харьковский тракторный завод», принятый ранее акционерами завода.
В 2016 году Харьковский тракторный завод получил убыток 667,357 млн гривен.
В январе 2017 года прокуратура закрыла уголовное дело о диверсии на Харьковском тракторном заводе, с генерального директора ХТЗ Коваля Андрея Анатольевича снято подозрение в подготовке к диверсии. 6 января 2017 года группа DCH приступила к запуску Харьковского тракторного завода. 6 января 2017 генеральный директор ХТЗ Коваль Андрей Анатольевич вернулся на рабочее место, провёл рабочее совещание с дирекцией завода по восстановлению и запуску рабочих процессов предприятия.

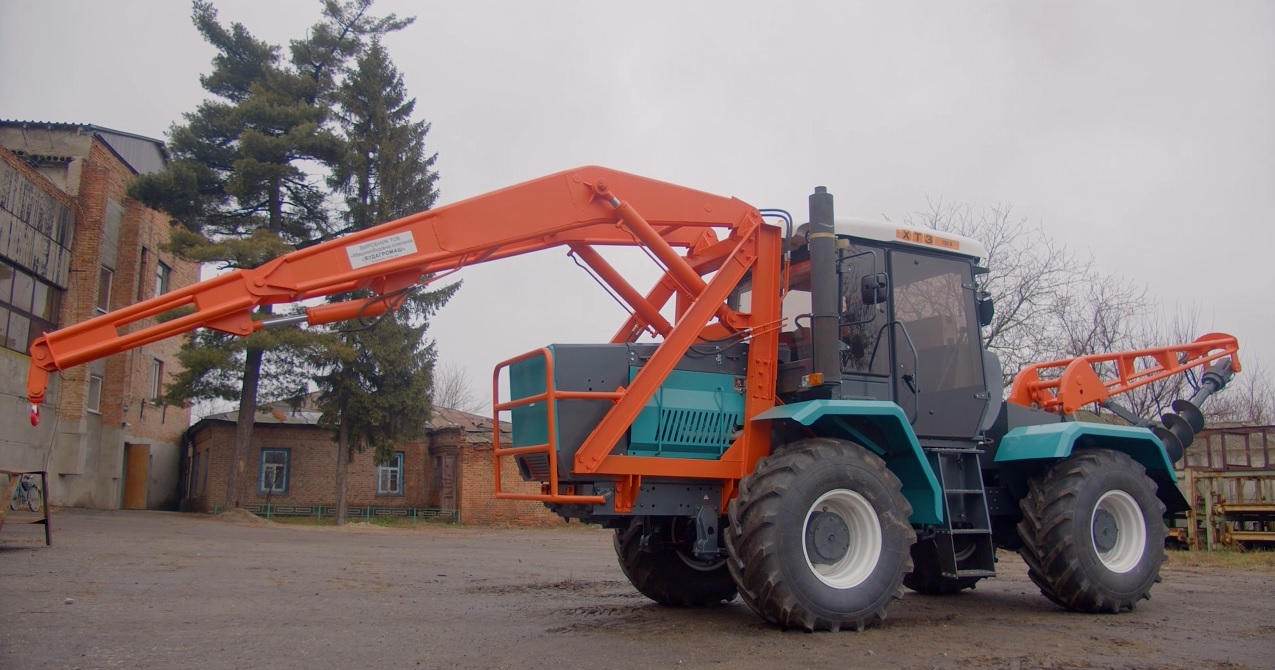
БКМ-2М

За 2017 год ХТЗ выпустил 794 единицы техники, а продукция предприятия реализуется как в Украине, так и за рубежом: в Молдове, Казахстане, Армении, Болгарии, Польше, Новой Зеландии, Беларуси и пр. На предприятии отмечают, что поиск новых рынков сбыта продолжается.
В 2018 году, Харьковский тракторный завод представил на международной агропромышленной выставке AgroExpo 2018 свои новинки: колесный трактор ХТЗ-248К.20, который оборудован двигателем известного мирового производителя FPT-Iveco N67, а также модернизированный гусеничный трактор ХТЗ-181.20.
В конце 2018 года, на заводе началась реализация первого этапа двухлетней стратегической программы модернизации ведущего национального производителя тракторов. Объем инвестиций DCH в модернизацию ХТЗ составит около 230 млн гривен.
В 2018 году ХТЗ произвёл около 900 тракторов и получил убыток 86,4 млн гривен.
В 2019 году, ХТЗ представил ещё одну модель 240 серии, колесный трактор ХТЗ-241К.20, с установленным двигателем от Минского моторного завода.
В 2019 году на ХТЗ начало работать новое оборудование: линия химико-термической обработки металлов, роботизированная 3D лазерная установка для точной обработки корпусных и рамных деталей, ленточнопильные станки, позволившие заводу отказаться от горячей рубки металла. Новое оборудование позволило предприятию существенно снизить энергозатраты: потребление электроэнергии снижено на 20 %, а газа — в два раза.
В 2019 году ХТЗ выпустил 585 единиц техники и реализовал 638. Выручка предприятия составила почти 800 млн гривен.
В 2020 году на Харьковском тракторном заводе было объявлено, что предприятие планирует начать производство трамваев.
В марте 2021 года на Харьковском тракторном заводе начата процедура санации предприятия до открытия производства по делу о банкротстве, по решению Харьковского окружного административного суда (суд первой инстанции) и Второго административного суда (апелляционная инстанция), который обязал ХТЗ заплатить государству 401 млн гривен долга, отказав ХТЗ в удовлетворении апелляционной жалобы на решение суда первой инстанции.

## Продукция
Харьковский тракторный завод производит машины, предназначенные для выполнения разнообразных работ во многих отраслях промышленности, сельского и коммунального хозяйства, строительной сферы.
Для сельского хозяйства выпускаются колёсные тракторы мощностью 180—240 л. с., гусеничные тракторы мощностью 190 л. с.

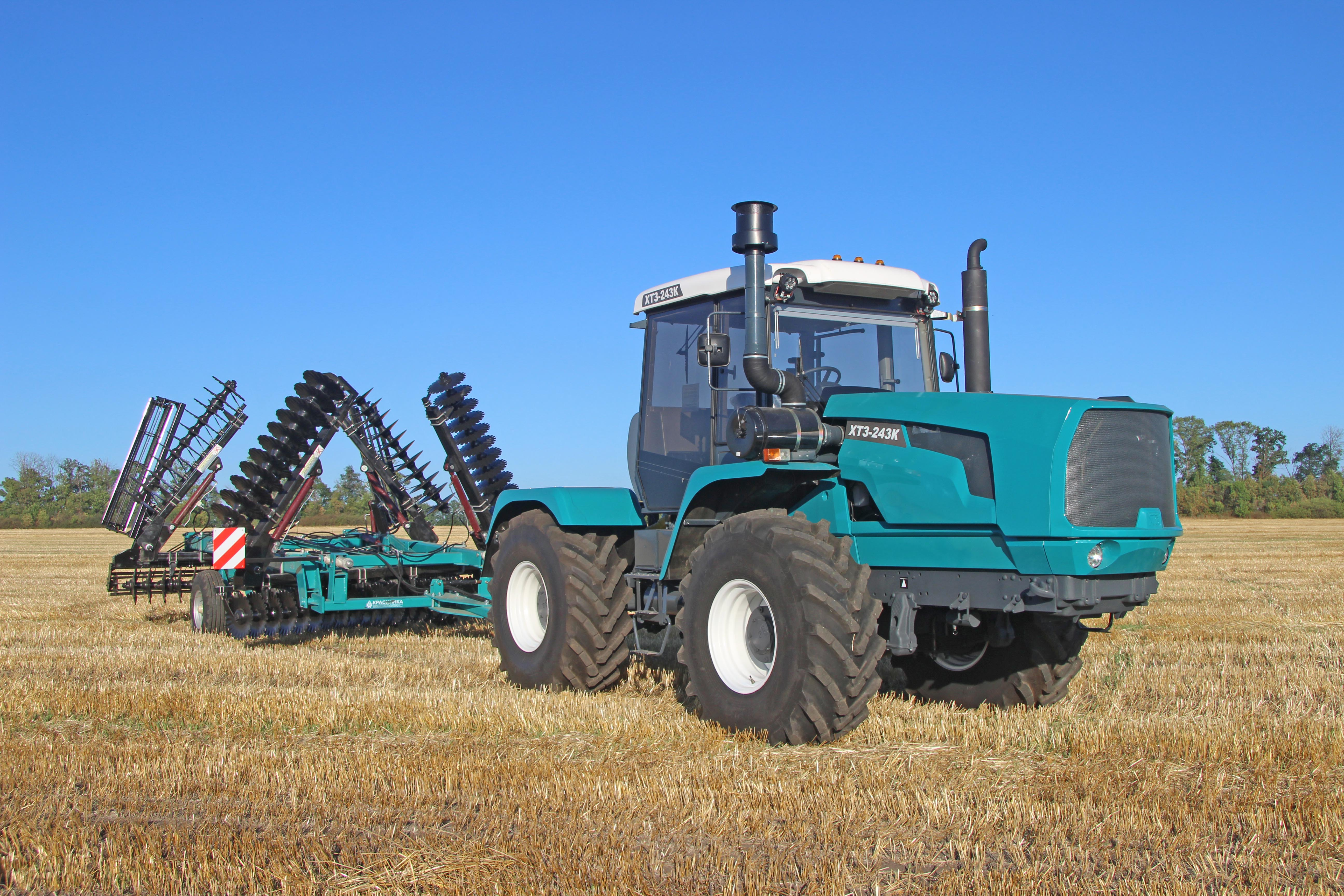
Современный трактор ХТЗ-243К

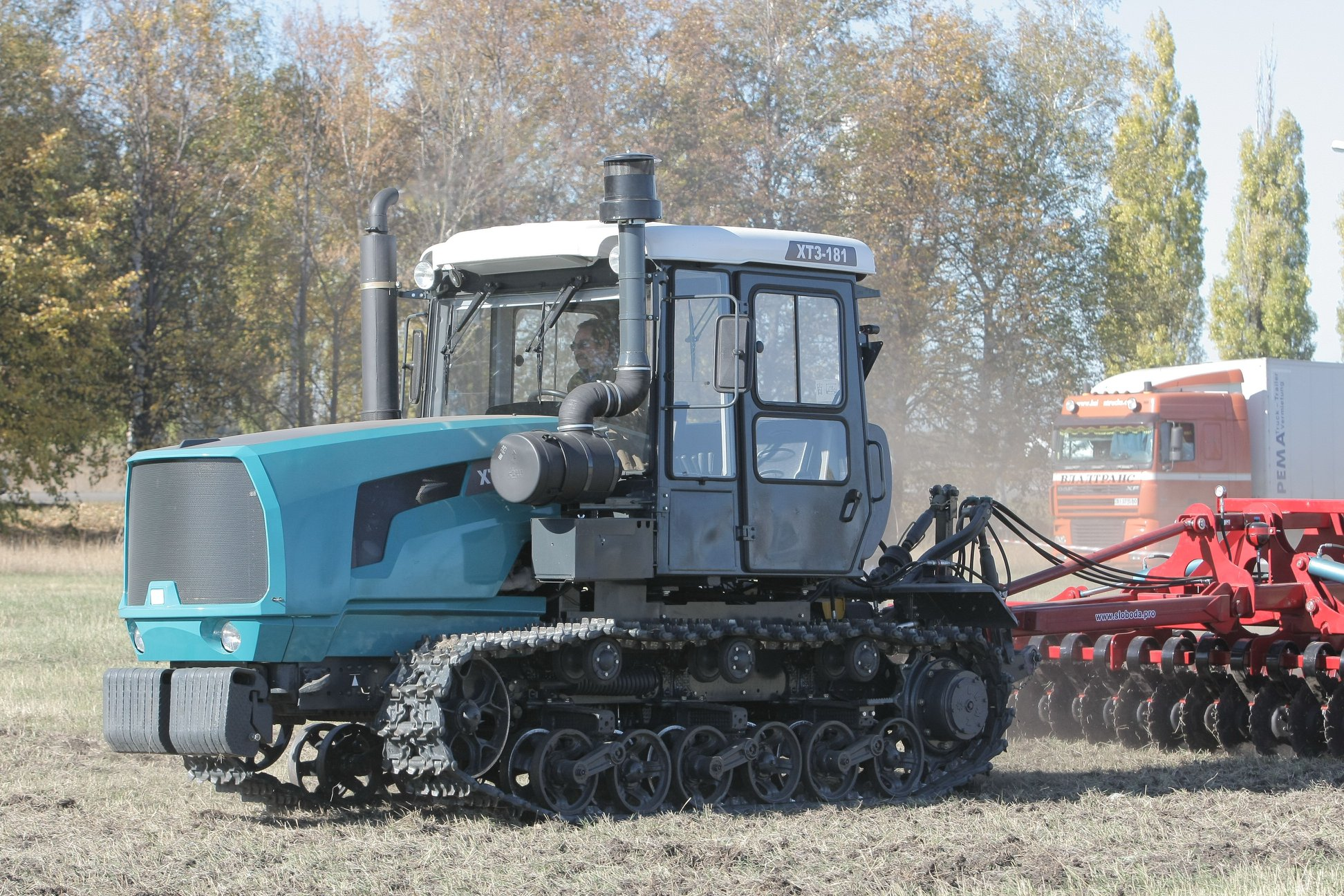
ХТЗ-181.20

Колёсные тракторы:
- ХТЗ-241К
- ХТЗ-242К
- ХТЗ-243К
- ХТЗ-248К
- ХТЗ-249К
- ХТЗ-150К-09.172.00
- ХТЗ-150К-09.172.10

Гусеничные тракторы:
- ХТЗ-181.20
- ХТЗ-181.22

Спецтехника:
- Бурильно-крановая машина БКМ-2М
- ММТ-2, ММТ-2М
- КЛП-2
- Мульчер
- Т-156Б
- ММТ-2П
- МТ-ЛБ (И другие модификации)
- АТ-Л
- 2С1 «Гвоздика»
- РХМ «Кашалот»

## Директора
- 1931—1932 — Свистун, Пантелеймон Иванович;
- 1932—1934 — Брускин, Александр Давидович;
- 1934—1938 — Свистун, Пантелеймон Иванович;
- 1938—1939 — Воскобой, Савва Ильич;
- 1939—1943 — Парфёнов, Пётр Павлович;
- 1943—1945 — Саленков, Сергей Васильевич;
- 1945—1952 — Лисняк, Павел Яковлевич;
- 1952—1954 — Пашин, Михаил Андреевич;
- 1954—1969 — Саблев, Павел Ефимович;
- 1969—1996 — Библик, Валентин Васильевич;
- 1996—2005 — Тодоров, Пётр Прокопьевич;
- 2005—2006 — Кривоконь, Александр Григорьевич;
- 2006—2007 — Коваль, Андрей Анатольевич;
- 2007—2008 — Косов, Александр Александрович;
- 2008—2013 — Серебряков, Сергей Александрович;
- 2013—2016 — Губин, Владислав Валерьевич;
- 2016 — 2022 — Коваль, Андрей Анатольевич;
- 2022 — по настоящее время — Аносов Вадим Иванович.

## Показатели
|                            | 2010 | 2011 | 2012 | 2013 | 2014 | 2015 | 2016 | 2017 | 2018 |
| Чистый доход, млн гривен   | 326  | 713  |      | 543  | 674  |      |      | 713  | 624  |
| Чистый доход, $млн         | 41   | 89   |      | 66   | 55   |      |      | 27   | 23   |
| Чистая прибыль, млн гривен |      | −3   | −25  | −127 | 449  | −218 | −667 | 49   | −81  |

## Государственные награды
- орден Ленина (23 мая 1932)[9][14] — за успешное освоение производственного процесса и досрочное доведение объёмов производства продукции до 100 тракторов в сутки[7][10]
- орден Трудового Красного Знамени (1948)[9][14] — за успешное восстановление завода и перевыполнение плана производства тракторов[7][10]
- орден Ленина (1967)[9][14]
- орден Георгия Димитрова (Народная Республика Болгария, 1975)[9]
- орден Октябрьской революции (30 сентября 1981)[9][14][80]
- Кроме того, работа учебного цеха ХТЗ под руководством П. А. Ярмоленко одобрена коллегией Министерства просвещения СССР и Президиумом ЦК профсоюза работников просвещения, высшей школы и научных учреждений (1971), Президиумом ЦК профсоюза рабочих машиностроения (1974), Президиумом ВЦСПС (1974), отмечена премией имени Ленинского комсомола (1971).

## Отражение в культуре и искусстве
- О деятельности учебного цеха ХТЗ под руководством профессора П. А. Ярмоленко, опыте и достижениях в вопросах политехнического трудового обучения и профориентации старшеклассников был снят телевизионный фильм «Стеклянная дверь»[81], отмеченный премией Союза журналистов за постановку актуальной проблемы.

## Исторические факты
- На карте Харькова РККА 1941 года полностью отсутствует соцгород ХТЗ, как и сам Харьковский тракторный завод. Имеется только имевшийся в 1930 году хутор Лосево с 23 дворами и больница ХТЗ.[82]

## Галерея

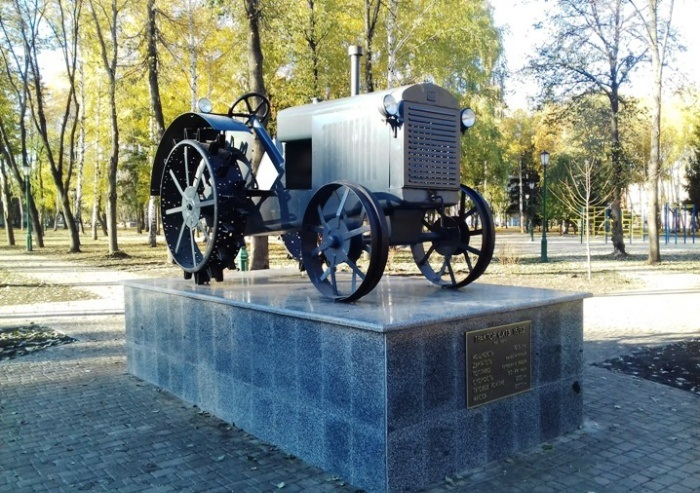
Памятник первому трактору СХТЗ 15/30 выпущенному на ХТЗ.
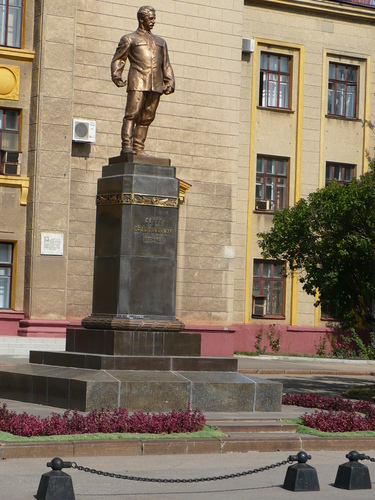
Памятник Серго Орджоникидзе (снесён в 2015 г.)
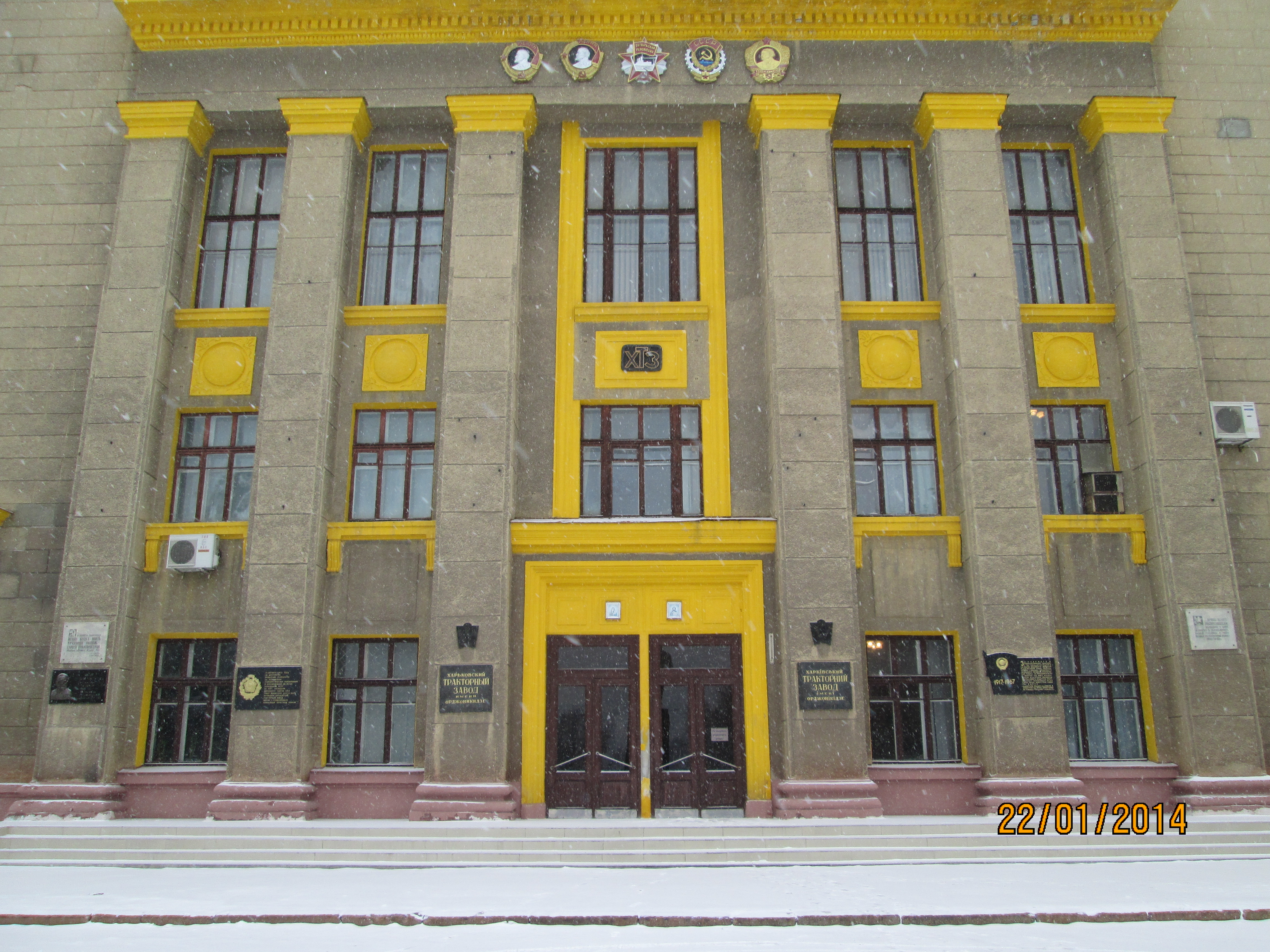
Заводоуправление ХТЗ
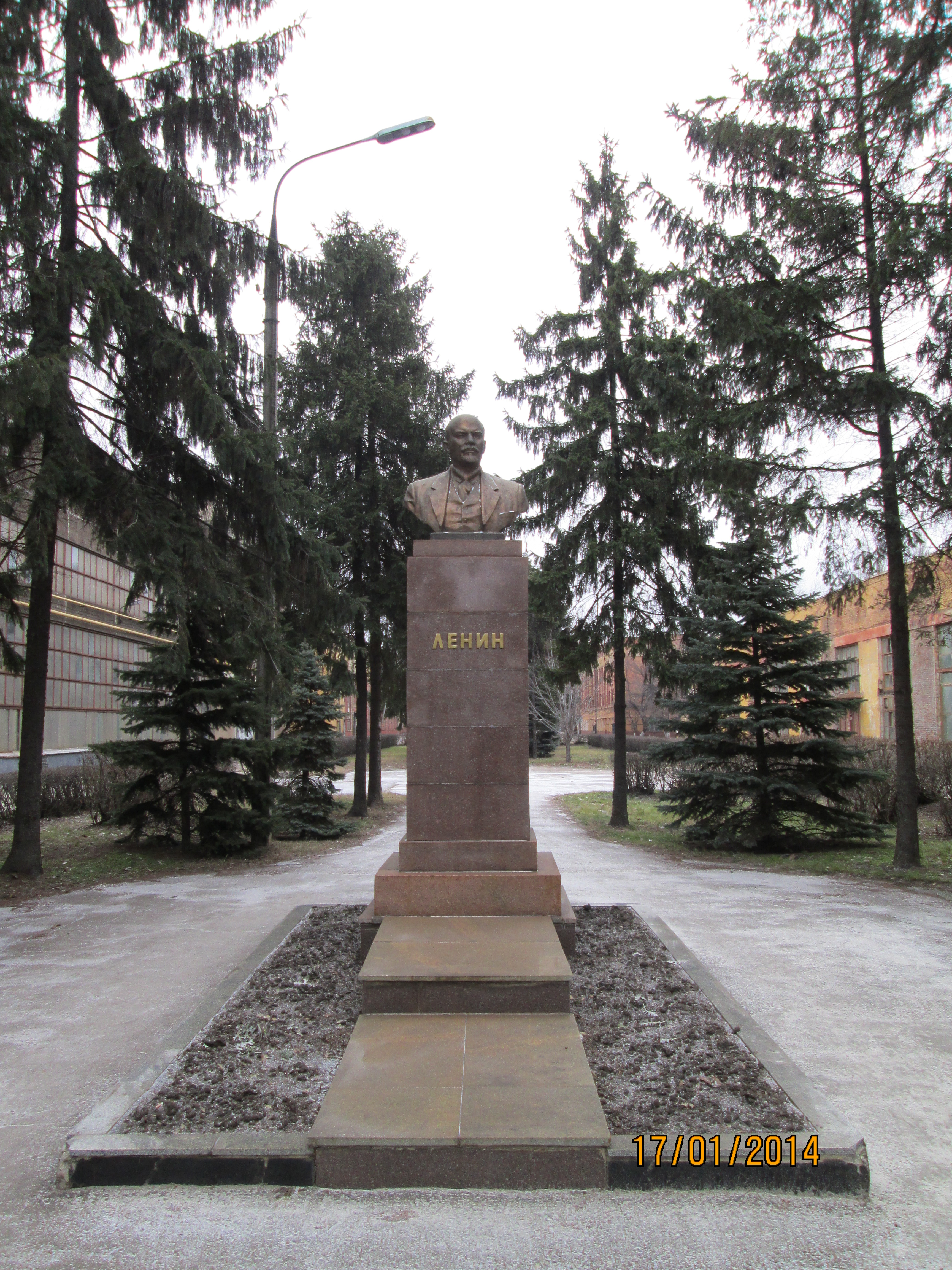
Памятник Ленину на ХТЗ
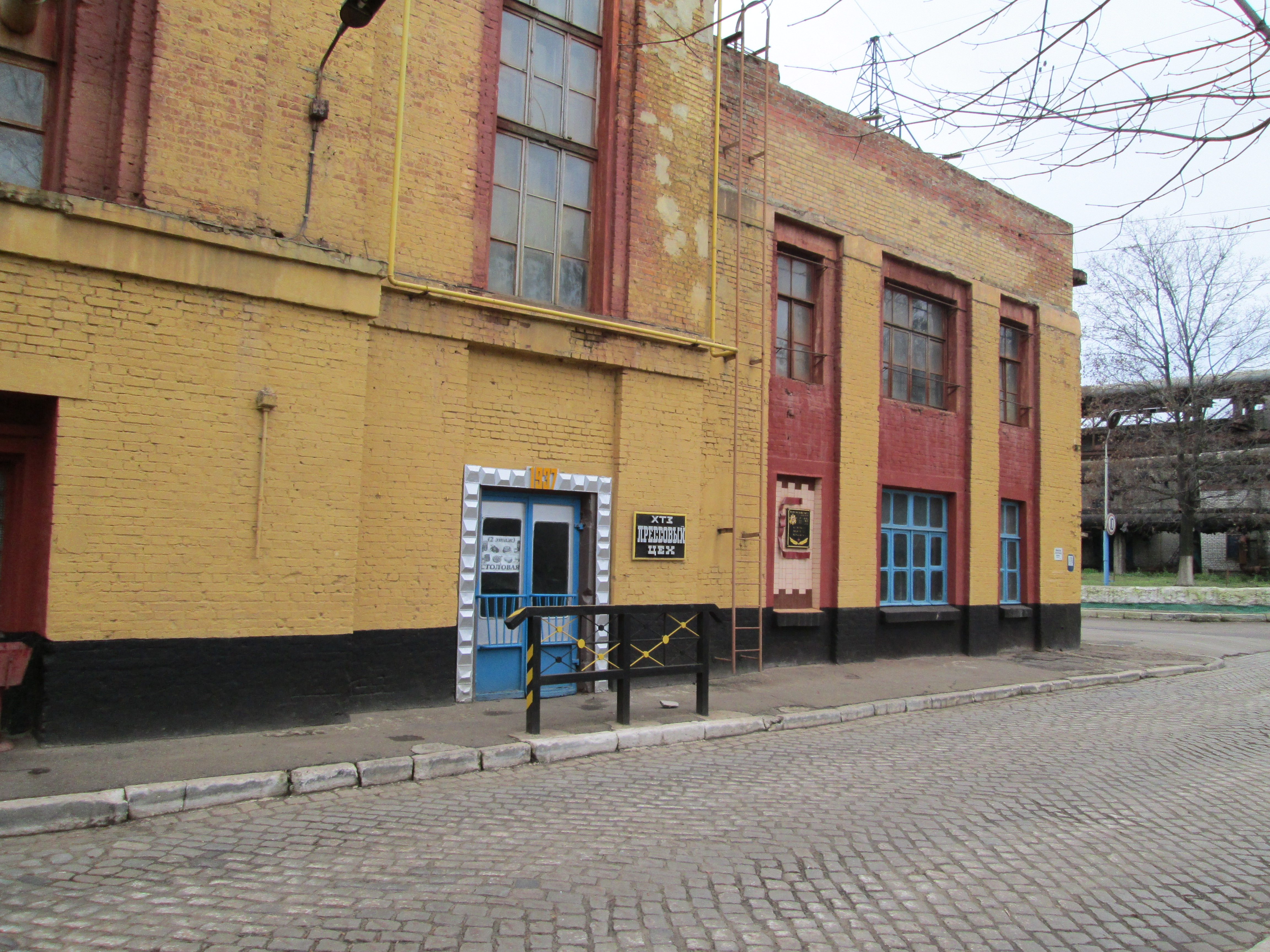
Столовая прессового цеха на ХТЗ
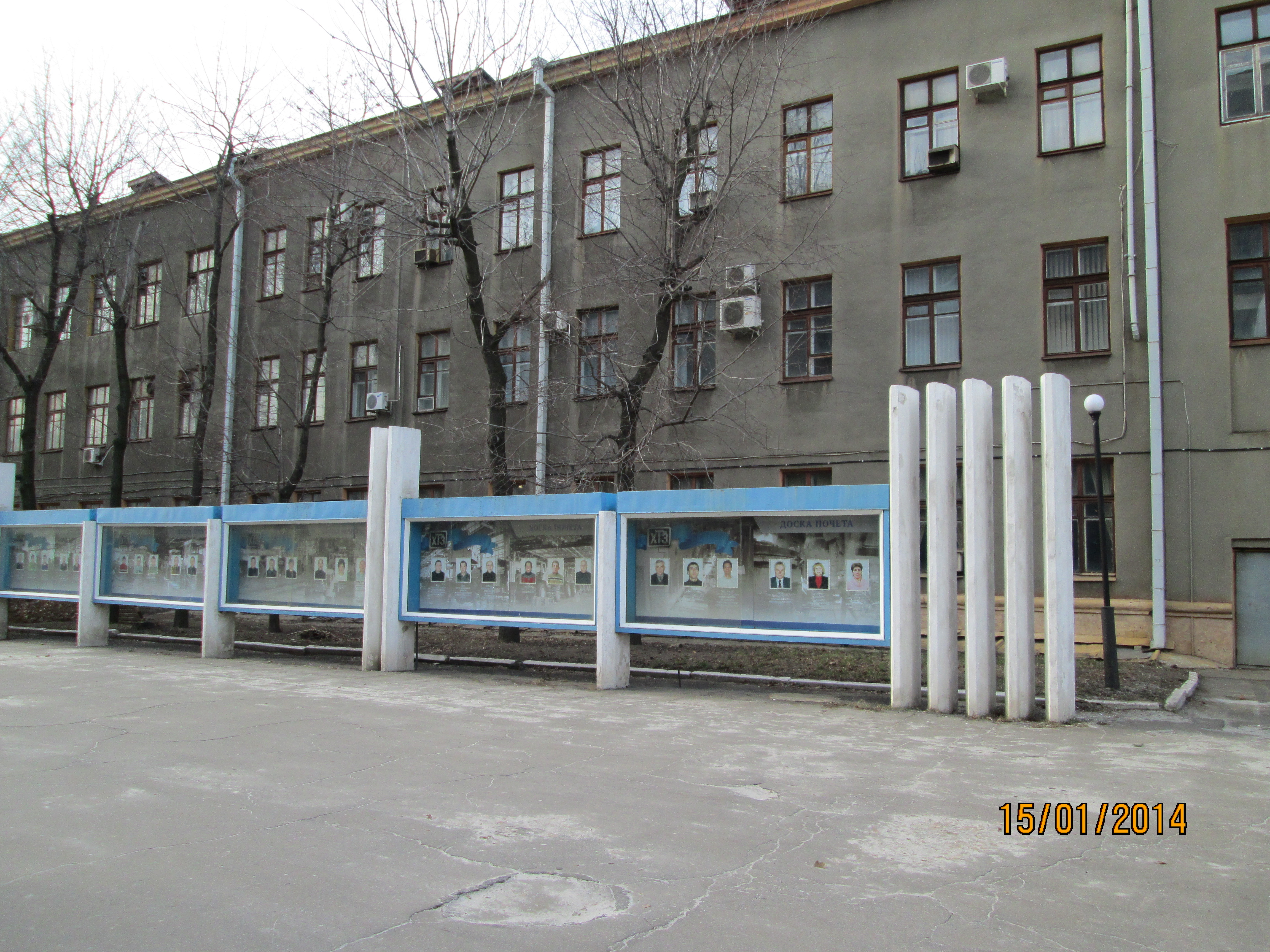
Доска почёта
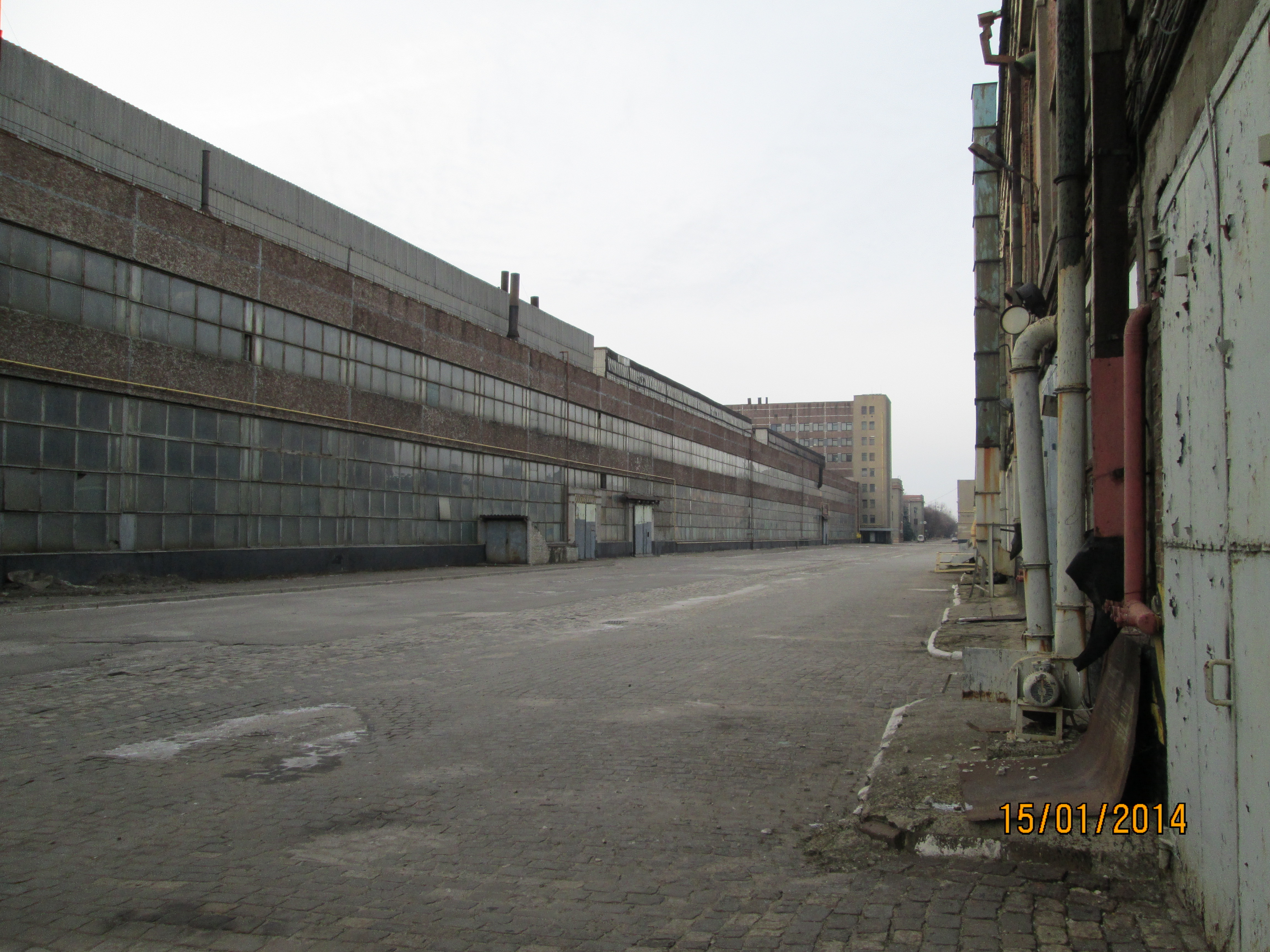
Инструментальный цех
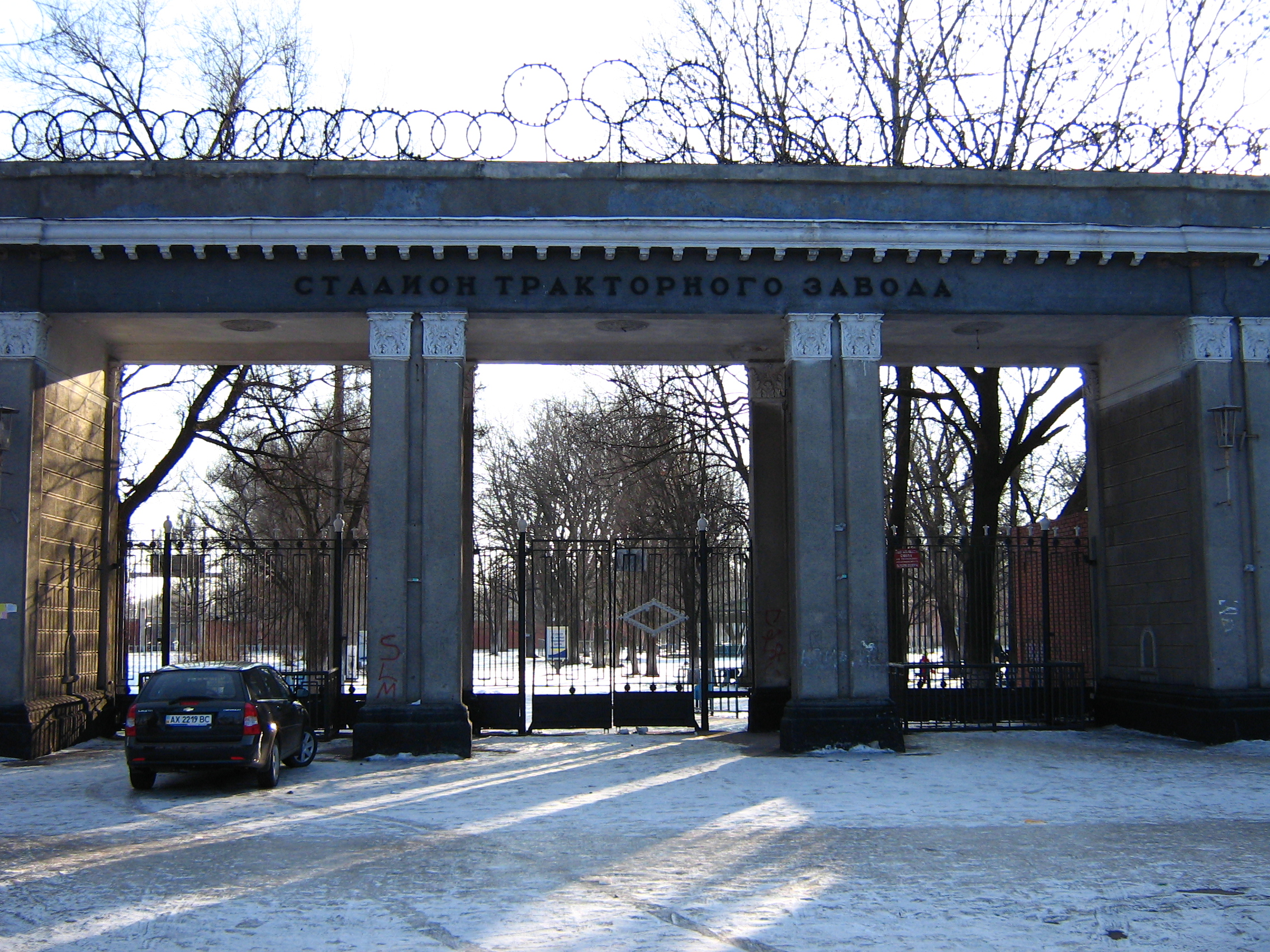
Вход на стадион завода